# Oscil·lador local

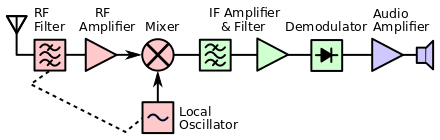
Figura 1. Esquema de blocs d'un receptor superheterodí de ràdio, on es pot observar el símbol de l'oscil·lador local

En electrònica, un oscil·lador local (amb acrònim anglès LO) és un oscil·lador electrònic utilitzat amb un mesclador per canviar la freqüència d'un senyal. (Figura 1) Aquest procés de conversió de freqüència, també anomenat heterodinatge, produeix la suma i la diferència de freqüències a partir de la freqüència de l'oscil·lador local i la freqüència del senyal d'entrada. (Figura 2) El processament d'un senyal a una freqüència fixa millora el rendiment d'un receptor de ràdio. En molts receptors, la funció d'oscil·lador i mesclador local es combina en una etapa anomenada "convertidor": això redueix l'espai, el cost i el consum d'energia combinant ambdues funcions en un dispositiu actiu.

el receptor de ràdio funciona. L'eix horitzontal de tots els gràfics és la freqüència f. Els gràfics blaus representen la força del senyal (tensió) en diversos punts del circuit. Els gràfics vermells són les funcions de transferència dels filtres; l'amplada de la banda vermella representa la fracció del senyal del gràfic superior que passa pel filtre a diverses freqüències. El gràfic superior mostra la tensió de l'antena aplicada al receptor. És un compost de senyals (formes blaves) de diversos transmissors de ràdio a diferents freqüències. El senyal S1 és el senyal rebut per la ràdio. Cada senyal consta de la freqüència portadora (línia vertical blau fosc) amb bandes laterals a banda i banda que contenen la modulació (bandes blau clar). El senyal passa primer pel filtre de RF. El seu propòsit és eliminar qualsevol senyal com S2 a la freqüència d'imatge, LO - IF, que d'altra manera interferiria amb el senyal rebut. El 3r gràfic mostra els senyals aplicats al mesclador, format pel senyal de l'oscil·lador local LO i els quatre senyals de ràdio. Al mesclador, el senyal LO bateja amb els quatre senyals, creant heterodins a la diferència entre la freqüència del senyal i la freqüència LO. El quart gràfic mostra aquests heterodins. El filtre IF (5è gràfic) selecciona la freqüència del senyal desitjat, S1 i filtra els altres, juntament amb els productes de modulació no desitjats